# Epipactis autumnalis
Epipactis autumnalis är en orkidéart som beskrevs av Doro. Epipactis autumnalis ingår i släktet knipprötter, och familjen orkidéer. Inga underarter finns listade i Catalogue of Life.